# IndyCar Series 2005 (jeu vidéo)
IndyCar Series 2005 est un jeu vidéo de course automobile développé par Codemasters, sorti le 22 juin 2004 sur Xbox et PlayStation 2. Le jeu est basé sur la saison 2003 du championnat d'IndyCar.
Il fait suite à IndyCar Series.